# Carathis byblis
Carathis byblis là một loài bướm đêm thuộc phân họ Arctiinae, họ Erebidae.